# لورنس جکسون
لورنس جکسون (انگلیسی: Laurence Jackson; ۱۶ سپتامبر ۱۹۰۰ – ۲۷ ژوئیهٔ ۱۹۸۴) ورزشکار کرلینگ اهل اسکاتلند بود.